# Medizinjournalismus
Medizinjournalismus ist die journalistische Berichterstattung und Kommentierung zu Themen, die medizinische und benachbarte Fragen betreffen.

## Allgemeines
Im Zentrum des Medizinjournalismus stehen Vorgänge aus allen medizinischen Bereichen. Oft werden dabei auch Themen z. B. aus der Gesundheitspolitik, der Psychologie, der Ernährungskunde, der Ethnologie und der Umweltpolitik angesprochen, die mit juristischen, wirtschaftlichen, sozialen, ethischen und anderen Problemen zusammenhängen können. In vielen Redaktionen sind meist die Ressorts für Wissen/Wissenschaft, Forschung, Innovation u. ä. für diesen Bereich zuständig, es gibt aber auch eigenständige Abteilungen für Medizin und Gesundheit.

## Geschichte
Schon die Nachrichtenbriefe und Einblattdrucke des 15. und 16. Jahrhunderts enthielten nicht selten medizinische Stoffe, darunter Meldungen zu Seuchen (Pest), Aderlass, Harnschau, Arzneien, Missgeburten und (Wunder-)Heilungen. Sie wurden auch in den ersten Zeitschriften und Zeitungen aufgegriffen. Bemerkenswert ist dabei, dass die weltweit erste Dissertation zum Zeitungs- und Nachrichtenwesen – sie erschien 1690 in Leipzig – von einem Arzt stammt, von Tobias Peucer. Er hatte vorher in Medizin promoviert. Erkennbar ist schon früh das bis heute gültige Muster, dass Fragen zu Gesundheit und Krankheit, Leiden und Heilen die elementarsten Bedürfnisse des Menschen berühren.
Nach etwa 1850 setzte die moderne naturwissenschaftliche Phase der Medizin mit zahlreichen Entdeckungen und der Ausdifferenzierung des Faches ein. 1894 kam es zur Gründung der Vereinigung der Deutschen Medizinischen Fach- und Standespresse; später kamen weitere medizinjournalistisch orientierte Fachverbände hinzu.
Eine sehr frühe Untersuchung zur Darstellung medizinischer Fragen in der Presse schrieb der Hamburger Arzt Ernst Rittershaus. Unter dem Titel „Irrsinn und Presse. Ein Kulturbild“ zeichnete er 1913 auf 245 Seiten ausführlich nach, wie sieben Hamburger Zeitungen seinerzeit über Themen wie Psychiatrie, Geisteskrankheiten, Irrenanstalten, Alkoholismus und Kriminalität berichteten. Heute bieten fast alle Redaktionen von Tageszeitungen, Publikumszeitschriften sowie zahlreiche Spezialtitel Beiträge aus medizinischen Bereichen, z. B. zu den Ursachen sowie zur Diagnose und Therapie von Krankheiten, zu deren Prävention, Epidemiologie, Verlauf und Verbreitung, ebenso zur ärztlichen Aufklärung, zu Behandlungskosten und Behandlungsfehlern. Auch Fragen der ärztlichen Berufspolitik und der Standesethik können ein Thema sein.

## Berufsfeld
Der Zugang zum Medizinjournalismus verlangt in der Regel ein Studium und eine journalistische Ausbildung; zwingend ist dies jedoch nicht. Medizinjournalisten arbeiten ebenso wie Wissenschaftsjournalisten freiberuflich oder festangestellt für Presse, Hörfunk, Fernsehen, Pressestellen und im Online-Journalismus; oft sind sie auch Autoren von Büchern. Wichtig ist dabei die Fähigkeit, oft komplizierte Vorgänge aus Fachsprachen in eine allgemeinverständliche Sprache zu übertragen. Unter www.medizinmag.de gibt es einen Online-Leitfaden, der detaillierte Informationen zur korrekten Arbeit mit Medizinthemen vermittelt.

## Medienpreise
Im Wissenschaftsjournalismus werden zahlreiche Preise vergeben, darunter die folgenden gezielt ausschließlich im Medizinjournalismus:
Der Wilhelm und Ingeborg Roloff-Preis, seit 1996 ausgeschrieben durch die Deutsche Lungenstiftung. Der erste Preis ist mit 3000 Euro, der zweite mit 2000 Euro dotiert. Sie werden alle zwei Jahre für vorbildliche Beiträge zur Lungenheilkunde/Pneumologie vergeben.
Seit 2008 verleiht die Stiftung experimentelle Biomedizin jährlich den mit 20.000 Schweizer Franken dotierten Peter Hans Hofschneider-Recherchepreis innerhalb des Medizinjournalismus zu Arbeiten mit überzeugender Darstellung politischer, wissenschaftlicher oder gesellschaftlicher Hintergründe.
Seit 2009 schreibt das Deutsche Netzwerk Evidenzbasierte Medizin (DNEbM) e.V. den Journalistenpreis ‚Evidenzbasierte Medizin in den Medien‘ aus. Der mit 1500 Euro dotierte Preis würdigt journalistische Arbeiten, in denen diese Medizin eine zentrale Rolle spielt.
Die Stiftung pulmonale hypertonie e.V.vergibt den mit 3000 Euro dotierten Journalistenpreis Gemeinsam gegen Lungenhochdruck.
Mehrere Auszeichnungen in Höhe von insgesamt 30.500 Euro gibt es durch den Dr. Georg Schreiber Medienpreis für Beiträge aus den Bereichen Gesundheit und Soziales.

## Fachverbände und Forschungsgruppen
- Verband der Medizin- und Wissenschaftsjournalisten e.V. (VMWJ) (www.medizinjournalisten.de)
- Ad-hoc-Gruppe Gesundheitskommunikation der Deutschen Gesellschaft für Publizistik- und Kommunikationswissenschaft (www.dgpuk.de)
- Netzwerk Medien und Gesundheitskommunikation (www.netzwerk-gesundheitskommunikation.de)